# Chủ tịch nước Cộng hòa xã hội chủ nghĩa Việt Nam
Chủ tịch nước Cộng hòa xã hội chủ nghĩa Việt Nam (gọi tắt: Chủ tịch nước) là nguyên thủ quốc gia của nước Cộng hòa xã hội chủ nghĩa Việt Nam, là người đứng đầu Nhà nước Việt Nam, thay mặt nước Cộng hòa xã hội chủ nghĩa Việt Nam về đối nội và đối ngoại. Chủ tịch nước thống lĩnh lực lượng vũ trang nhân dân, giữ chức Chủ tịch Hội đồng Quốc phòng và An ninh Việt Nam. Chủ tịch nước là một trong số các đại biểu Quốc hội Việt Nam do toàn thể Quốc hội bầu ra.
Người giữ chức vụ Chủ tịch nước đầu tiên của nước Cộng hòa xã hội chủ nghĩa Việt Nam là Tôn Đức Thắng, được bầu tại kỳ họp thứ nhất Quốc hội Việt Nam năm 1976. Không có quy định pháp luật Chủ tịch nước phải là đảng viên Đảng Cộng sản Việt Nam nhưng giai đoạn gần đây, Chủ tịch nước thường là một Ủy viên Bộ Chính trị Ban Chấp hành Trung ương Đảng Cộng sản Việt Nam.

## Nhiệm kì của Chủ tịch nước
Theo Hiến pháp năm 2013 – Điều 87: "Nhiệm kỳ của Chủ tịch nước theo nhiệm kỳ của Quốc hội. Khi Quốc hội hết nhiệm kỳ, Chủ tịch nước tiếp tục làm nhiệm vụ cho đến khi Quốc hội khóa mới bầu ra Chủ tịch nước". Nhiệm kỳ của một khóa Quốc hội là 5 năm. Do đó nhiệm kỳ của Chủ tịch nước cũng là 5 năm.

## Nhiệm vụ và quyền hạn
Điều 88 Hiến pháp năm 2013 quy định:
"Chủ tịch nước có những nhiệm vụ và quyền hạn sau đây:
1. Công bố Hiến pháp, luật, pháp lệnh; đề nghị Ủy ban thường vụ Quốc hội xem xét lại pháp lệnh trong thời hạn mười ngày, kể từ ngày pháp lệnh được thông qua, nếu pháp lệnh đó vẫn được Ủy ban thường vụ Quốc hội biểu quyết tán thành mà Chủ tịch nước vẫn không nhất trí thì Chủ tịch nước trình Quốc hội quyết định tại kỳ họp gần nhất;
2. Đề nghị Quốc hội bầu, miễn nhiệm, bãi nhiệm Phó Chủ tịch nước, Thủ tướng Chính phủ; căn cứ vào nghị quyết của Quốc hội, bổ nhiệm, miễn nhiệm, cách chức Phó Thủ tướng Chính phủ, Bộ trưởng và thành viên khác của Chính phủ;
3. Đề nghị Quốc hội bầu, miễn nhiệm, bãi nhiệm Chánh án Toà án nhân dân tối cao, Viện trưởng Viện kiểm sát nhân dân tối cao; căn cứ vào nghị quyết của Quốc hội, bổ nhiệm, miễn nhiệm, cách chức Thẩm phán Tòa án nhân dân tối cao; bổ nhiệm, miễn nhiệm, cách chức Phó Chánh án Tòa án nhân dân tối cao, Thẩm phán các Tòa án khác, Phó Viện trưởng, Kiểm sát viên Viện kiểm sát nhân dân tối cao; quyết định đặc xá; căn cứ vào nghị quyết của Quốc hội, công bố quyết định đại xá;
4. Quyết định tặng thưởng huân chương, huy chương, các giải thưởng nhà nước, danh hiệu vinh dự nhà nước; quyết định cho nhập quốc tịch, thôi quốc tịch, trở lại quốc tịch hoặc tước quốc tịch Việt Nam;
5. Thống lĩnh lực lượng vũ trang nhân dân, giữ chức Chủ tịch Hội đồng quốc phòng và an ninh Việt Nam; quyết định phong, thăng, giáng, tước quân hàm cấp tướng, chuẩn đô đốc, phó đô đốc, đô đốc hải quân; bổ nhiệm, miễn nhiệm, cách chức Tổng tham mưu trưởng, Chủ nhiệm Tổng cục chính trị Quân đội nhân dân Việt Nam; căn cứ vào nghị quyết của Quốc hội hoặc của Ủy ban thường vụ Quốc hội, công bố, bãi bỏ quyết định tuyên bố tình trạng chiến tranh; căn cứ vào nghị quyết của Uỷ ban thường vụ Quốc hội, ra lệnh tổng động viên hoặc động viên cục bộ, công bố, bãi bỏ tình trạng khẩn cấp; trong trường hợp Ủy ban thường vụ Quốc hội không thể họp được, công bố, bãi bỏ tình trạng khẩn cấp trong cả nước hoặc ở từng địa phương;
6. Đình chỉ việc thi hành hoặc bãi bỏ văn bản của Thủ tướng, Phó Thủ tướng trái với Hiến pháp, luật và văn bản của cơ quan nhà nước cấp trên; đình chỉ việc thi hành nghị quyết của Chính phủ, trái với Hiến pháp, luật và văn bản của cơ quan nhà nước cấp trên, đồng thời đề nghị Ủy ban thường vụ Quốc hội bãi bỏ;
7. Tiếp nhận đại sứ đặc mệnh toàn quyền của nước ngoài; căn cứ vào nghị quyết của Ủy ban thường vụ Quốc hội, bổ nhiệm, miễn nhiệm; quyết định cử, triệu hồi đại sứ đặc mệnh toàn quyền của Cộng hòa xã hội chủ nghĩa Việt Nam; phong hàm, cấp đại sứ; quyết định đàm phán, ký điều ước quốc tế nhân danh Nhà nước; trình Quốc hội phê chuẩn, quyết định gia nhập hoặc chấm dứt hiệu lực điều ước quốc tế quy định tại khoản 14 Điều 70; quyết định phê chuẩn, gia nhập hoặc chấm dứt hiệu lực điều ước quốc tế khác nhân danh Nhà nước."

### Quyền hạn của Chủ tịch nước đối với Chính phủ
Điều 90 Hiến pháp năm 2013 quy định: "Chủ tịch nước có quyền tham dự phiên họp của Chính phủ. Chủ tịch nước có quyền yêu cầu Chính phủ họp bàn về vấn đề mà Chủ tịch nước xét thấy cần thiết để thực hiện nhiệm vụ, quyền hạn của Chủ tịch nước."
Theo Điều 28 Luật Tổ chức Chính phủ 2015, trong thời gian Quốc hội không họp, Chủ tịch nước có quyền tạm đình chỉ công tác của Phó Thủ tướng Chính phủ, Bộ trưởng và thành viên khác của Chính phủ theo đề nghị của Thủ tướng Chính phủ.

### Quyền hạn của Chủ tịch nước đối với Quốc hội
Điều 90 Hiến pháp năm 2013 cũng có quy định rằng Chủ tịch nước có quyền tham dự các phiên họp của Ủy ban thường vụ Quốc hội.

### Quyền hạn của Chủ tịch nước đối với Hội Chữ thập đỏ Việt Nam
Từ Đại hội Đại biểu toàn quốc lần thứ IX, Hội Chữ thập đỏ đã nhất trí suy tôn Chủ tịch nước giữ chức Chủ tịch danh dự Hội Chữ thập đỏ Việt Nam để tiếp tục phát huy hơn nữa vai trò nòng cốt trong sự nghiệp nhân đạo, tích cực thực hiện chính sách an sinh xã hội của Nhà nước.

## Quy trình đề cử, bầu, bổ nhiệm và tuyên thệ
Chủ tịch nước được bầu bởi Quốc hội trong số đại biểu Quốc hội (Điều 87 - Hiến pháp 2013), vì vậy, điều kiện đầu tiên của ứng viên chức danh Chủ tịch nước cũng phải là đại biểu Quốc hội khóa đương nhiệm. Theo Khoản 2, Điều 8, Luật Tổ chức Quốc hội năm 2014, Chủ tịch nước được Quốc hội bầu dựa theo đề nghị của Ủy ban thường vụ Quốc hội.

### Trình tự bầu
Trình tự bầu Chủ tịch nước được quy định cụ thể vào Điều 31, Mục 1, Chương III: Quyết định vấn đề quan trọng của đất nước của "Nghị quyết Ban hành nội quy kỳ họp Quốc hội" số 102/2015/QH13 do Quốc hội khóa XIII ban hành ngày 24/11/2015 như sau:
1. Ủy ban thường vụ Quốc hội trình danh sách đề cử để Quốc hội bầu Chủ tịch nước.

2. Ngoài danh sách do Ủy ban thường vụ Quốc hội đề nghị, đại biểu Quốc hội có quyền giới thiệu thêm hoặc tự ứng cử vào chức danh Chủ tịch nước; người được giới thiệu ứng cử có quyền rút khỏi danh sách người ứng cử.

3. Đại biểu Quốc hội thảo luận tại Đoàn đại biểu Quốc hội; Chủ tịch Quốc hội có thể họp với các Trưởng đoàn đại biểu Quốc hội để trao đổi về các vấn đề có liên quan.

4. Ủy ban thường vụ Quốc hội báo cáo Quốc hội kết quả thảo luận tại Đoàn đại biểu Quốc hội và giải trình, tiếp thu ý kiến của đại biểu Quốc hội; trình Quốc hội quyết định danh sách người ứng cử do đại biểu Quốc hội giới thiệu hoặc tự ứng cử.

5. Quốc hội thảo luận, biểu quyết thông qua danh sách để bầu Chủ tịch nước.

6. Quốc hội thành lập Ban kiểm phiếu.

7. Quốc hội bầu Chủ tịch nước bằng hình thức bỏ phiếu kín.

8. Ban kiểm phiếu công bố kết quả kiểm phiếu, biểu quyết.

9. Quốc hội thảo luận, biểu quyết thông qua nghị quyết bầu Chủ tịch nước.

10. Chủ tịch nước tuyên thệ.
Tại mỗi kỳ họp đầu tiên của Quốc hội khóa mới sẽ bầu ra một Ban kiểm phiếu làm nhiệm vụ điều hành và xác định kết quả bỏ phiếu với các thành viên "không là người trong danh sách để Quốc hội bầu, phê chuẩn; miễn nhiệm, bãi nhiệm, cho thôi làm nhiệm vụ; phê chuẩn miễn nhiệm, cách chức; lấy phiếu tín nhiệm, bỏ phiếu tín nhiệm" (Điều 27, Nghị quyết Ban hành nội quy kỳ họp Quốc hội số 102/2015/QH1).
Cách thức để xác định kết quả bỏ phiếu bầu các chức danh trong bộ máy nhà nước, bao gồm cả Chủ tịch nước, được quy định như sau cũng trong Khoản 3a, Điều 27, Mục 1, Chương III "Nghị quyết Ban hành nội quy kỳ họp Quốc hội số 102/2015/QH1" rằng: "Trường hợp biểu quyết bầu các chức danh trong bộ máy nhà nước, người được quá nửa số phiếu hợp lệ tán thành so với tổng số đại biểu Quốc hội và được nhiều phiếu tán thành hơn thì trúng cử. Trường hợp cùng bầu một chức danh mà nhiều người được số phiếu tán thành ngang nhau và đạt quá nửa số phiếu hợp lệ tán thành so với tổng số đại biểu Quốc hội thì Quốc hội biểu quyết lại việc bầu chức danh này trong số những người được số phiếu hợp lệ tán thành ngang nhau. Trong số những người được đưa ra biểu quyết lại, người được số phiếu tán thành nhiều hơn là người trúng cử; nếu biểu quyết lại mà nhiều người vẫn được số phiếu tán thành ngang nhau thì người nhiều tuổi hơn là người trúng cử"

### Hồ sơ nhân sự
Theo Điều 28, Mục 1, Chương III "Nghị quyết Ban hành nội quy kỳ họp Quốc hội số 102/2015/QH13", với các chức danh được Quốc hội bầu hoặc phê chuẩn, trong đó có chức danh Chủ tịch nước, cần phải trình hồ sơ nhân sự gồm có: tờ trình của cơ quan, cá nhân có thẩm quyền; báo cáo thẩm tra trong trường hợp pháp luật quy định; cũng như hồ sơ về người được giới thiệu vào các chức danh để Quốc hội bầu hoặc phê chuẩn và các tài liệu khác theo quy định của Ủy ban thường vụ. Với hồ sơ của người tự ứng cử hay được đại biểu Quốc hội giới thiệu thì phải trình tới Ủy ban thường vụ muộn nhất 2 ngày trước phiên họp bầu chức danh đó.

### Quy trình đề cử ứng cử viên Chủ tịch nước trong Đảng Cộng sản Việt Nam
Các ứng cử viên cho chức vụ Chủ tịch nước thường phải là một ủy viên Bộ Chính trị. Theo quy trình, trước Đại hội Đảng khóa mới, Ban Chấp hành Trung ương khóa cũ sẽ họp Hội nghị Trung ương để bỏ phiếu các phương án nhân sự cho Quốc hội khóa mới và bầu ra danh sách giới thiệu Chủ tịch nước cùng các chức danh lãnh đạo khác. Sau Đại hội Đảng khóa mới, Bộ Chính trị trình lại danh sách giới thiệu các chức vụ lãnh đạo Đảng, Nhà nước, Chính phủ và Quốc hội cho Ban Chấp hành Trung ương khóa mới biểu quyết thống nhất để trình Quốc hội khóa mới bầu. Tại "Quy định số 105 về phân cấp quản lý cán bộ và bổ nhiệm, giới thiệu cán bộ ứng cử" của Ban Chấp hành Trung ương ngày 19/12/2017 có quy định rõ hơn về việc quyết định chức danh Chủ tịch nước sẽ do Ban Bí thư quyết định.
Ủy ban thường vụ Quốc hội, dưới sự chỉ đạo của Đảng đoàn Quốc hội sẽ giới thiệu tới Quốc hội khóa mới danh sách đề cử ứng viên Chủ tịch nước dựa theo danh sách giới thiệu đã được Ban Chấp hành Trung ương thông qua theo nguyên tắc lãnh đạo công tác cán bộ của Đảng

### Tuyên thệ nhậm chức

Trần Đại Quang là người đầu tiên làm lễ tuyên thệ nhậm chức Chủ tịch nước trong lịch sử

Theo Khoản 8 Điều 8 của Luật Tổ chức Quốc hội năm 2014 do Quốc hội Việt Nam khóa 13 ban hành, sau khi được bầu, Chủ tịch nước phải tuyên thệ trung thành với Tổ quốc, Nhân dân và Hiến pháp. Khoản 2 Điều 29 Chương III của "Nghị quyết Ban hành nội quy kỳ họp Quốc hội" năm 2015 quy định cụ thể hơn: "người tuyên thệ quyết định nội dung tuyên thệ phù hợp với trách nhiệm được giao. Người tuyên thệ phải đứng trước Quốc kỳ tuyên thệ. Thời gian tuyên thệ không quá 03 phút".

## Chức vụ bỏ trống
Theo Điều 93 Hiến pháp năm 2013, trong trường hợp chức vụ Chủ tịch nước bị bỏ trống (cách chức, từ chức hay đột ngột qua đời) thì Phó Chủ tịch nước giữ quyền Chủ tịch nước tạm quyền. Chủ tịch nước tạm quyền có đầy đủ quyền hành như Chủ tịch nước cho đến khi Quốc hội bầu ra Chủ tịch nước mới. Khi Chủ tịch nước không làm việc được trong thời gian dài hay bị đình chỉ chức vụ tạm thời thì Phó Chủ tịch nước giữ quyền Chủ tịch nước tạm quyền cho đến khi Chủ tịch nước trở lại làm việc.
Ngày 21 tháng 3 năm 2024, khi Chủ tịch nước Võ Văn Thưởng xin thôi chức và được chấp thuận, bà Võ Thị Ánh Xuân, Phó Chủ tịch nước đương nhiệm giữ quyền Chủ tịch nước đến khi Quốc hội bầu Chủ tịch nước mới.

## Chế độ đãi ngộ

### Lương bổng
Theo Nghị quyết 730/2004/NQ-UBTVQH11  của Ủy ban thường vụ Quốc hội Việt Nam khóa 11 vào năm 2004 và Nghị định 66/2013/NĐ-CP  của Chính phủ nước Cộng hòa xã hội chủ nghĩa Việt Nam năm 2013 thì Chủ tịch nước có mức lương vào năm 2016 là 15.730.000 đồng/tháng , năm 2018 là 18.070.000 đồng/tháng , năm 2019 là 19.370.000 đồng/tháng , năm 2023 là 23.400.000 đồng/tháng
Mức lương của Chủ tịch nước được tính theo công thức: lương cơ sở x hệ số 13.

### Nơi ở

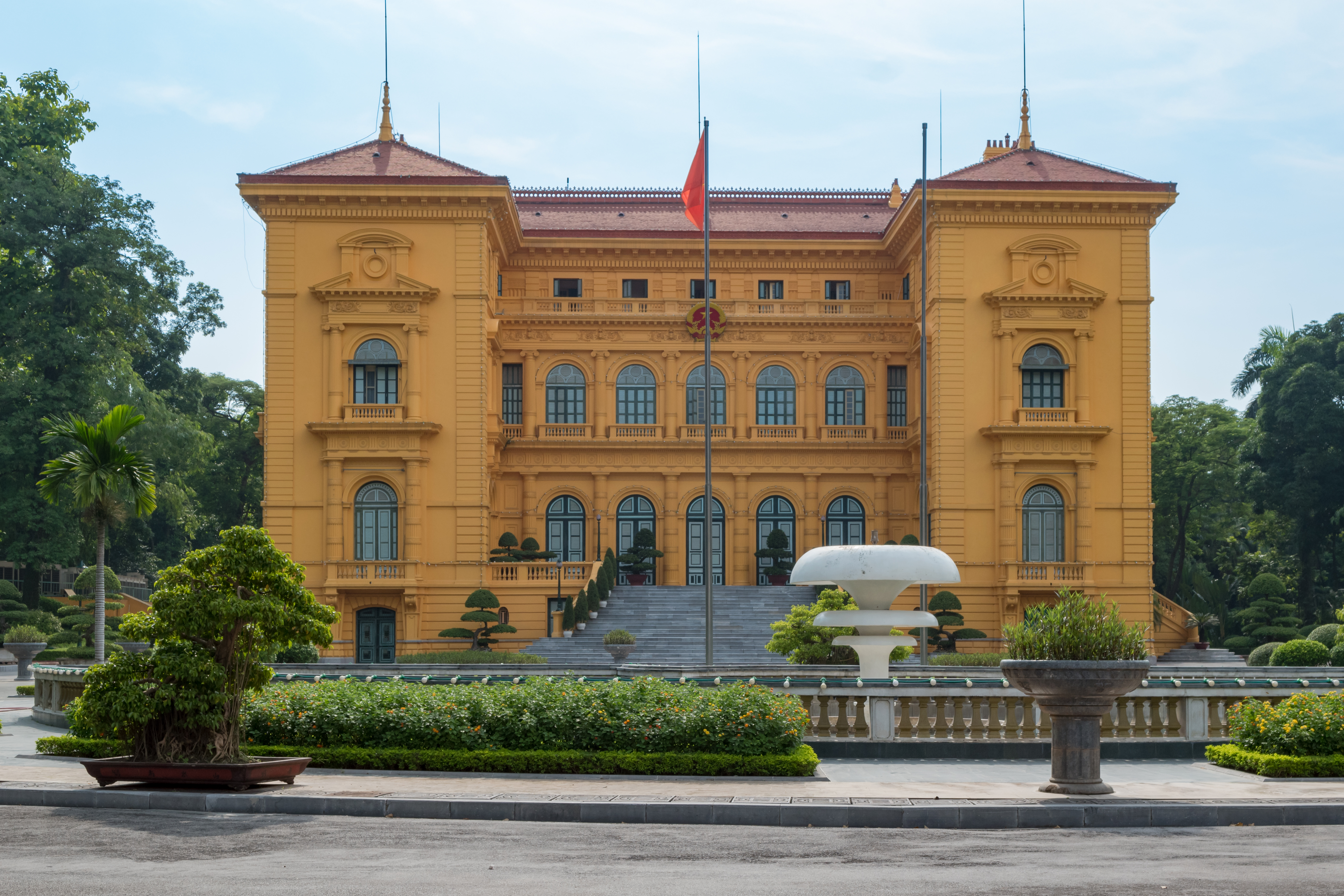
Phủ Chủ tịch

Dinh thự nơi Chủ tịch nước làm việc là Phủ Chủ tịch, nằm trong quần thể khu di tích Phủ Chủ tịch, gần lăng Hồ Chí Minh và quảng trường Ba Đình, Hà Nội. Dinh thự đồng thời là nơi tổ chức các lễ đón tiếp các nguyên thủ quốc gia hoặc người đứng đầu chính phủ đến thăm chính thức Việt Nam.
Chủ tịch nước được cấp nhà công vụ với mục đích sinh hoạt, sử dụng theo tiêu chuẩn Ủy viên Bộ Chính trị.

### Chăm sóc sức khỏe
Theo Quy định 121-QĐ/TW  ngày 25 tháng 1 năm 2018 về Công tác bảo vệ, chăm sóc sức khỏe cán bộ cấp cao thuộc diện Bộ Chính trị, Ban Bí thư quản lý thì Chủ tịch nước được:
- Định kỳ 6 tháng/lần thực hiện khám, kiểm tra sức khỏe định kỳ. Trường hợp có bệnh lý thì thực hiện khám, kiểm tra sức khỏe theo chỉ định của Hội đồng Chuyên môn bảo vệ sức khỏe cán bộ.
- Bác sĩ tiếp cận, thăm khám sức khỏe hằng ngày.
- Khi đi công tác tại những vùng đặc biệt khó khăn trong nước: bố trí 1 bác sĩ tiếp cận.
- Khi đi công tác tại các vùng còn lại trong nước: khi có yêu cầu của đồng chí trưởng đoàn, bố trí bác sĩ tiếp cận tháp tùng.
- Khi đi công tác nước ngoài: bố trí Tổ Y tế phục vụ gồm 1 đồng chí đại diện lãnh đạo Ban hoặc Hội đồng Chuyên môn Ban Bảo vệ, chăm sóc sức khỏe cán bộ Trung ương và 1 bác sĩ tiếp cận.
- Nếu có bệnh lý cần điều trị, phải tuân thủ các quy định chuyên môn và hướng dẫn của bệnh viện và Ban Bảo vệ, chăm sóc sức khỏe cán bộ Trung ương.
- Hằng năm, thực hiện chế độ nghỉ dưỡng sức theo kế hoạch của Văn phòng Trung ương Đảng.
- Nếu bị mắc các bệnh mãn tính, bệnh hiểm nghèo thực hiện chế độ Điều dưỡng kết hợp với Điều trị bệnh lý theo kế hoạch của Ban Bảo vệ, chăm sóc sức khỏe cán bộ Trung ương.
- Ngoài ra, Chủ tịch nước còn phải thực hiện tốt một số chế độ sau:
  - Chế độ ăn, uống khoa học, bảo đảm vệ sinh an toàn thực phẩm, hạn chế uống rượu, bia; đặc biệt không dùng thực phẩm, rượu, bia không rõ nguồn gốc.
  - Sắp xếp thời gian làm việc, nghỉ ngơi hợp lý, không làm việc quá sức, có thời gian tập luyện thể dục, thể thao, an dưỡng, nghỉ dưỡng phục hồi sức khỏe.
  - Chỉ dùng thuốc, các sản phẩm thực phẩm bổ sung, thực phẩm chức năng khi có chỉ định, tư vấn của bệnh viện và Hội đồng Chuyên môn.[24]

### Bảo vệ
Theo Điều 12 khoản 1 của Luật Cảnh vệ năm 2017  được áp dụng các biện pháp, chế độ cảnh vệ đối với Chủ tịch nước sau đây:
- Bảo vệ tiếp cận;
- Tuần tra, canh gác thường xuyên tại nơi làm việc và nơi ở của Chủ tịch nước;
- Kiểm tra an ninh, an toàn đồ dùng, vật phẩm, phương tiện đi lại để phát hiện chất nổ, chất cháy, chất độc sinh học, chất độc hóa học, chất phóng xạ và vật nguy hiểm khác;
- Kiểm nghiệm thức ăn, nước uống trước khi sử dụng
- Nhân viên cảnh vệ sẽ kiểm tra nhân thân, hồ sơ lý lịch của tất cả nhân viên khách sạn nơi Chủ tịch nước ở khi đang công tác nước ngoài;
- Biện pháp nghiệp vụ khác theo quy định của Luật An ninh quốc gia và Luật Công an nhân dân.[26]

### Phương tiện

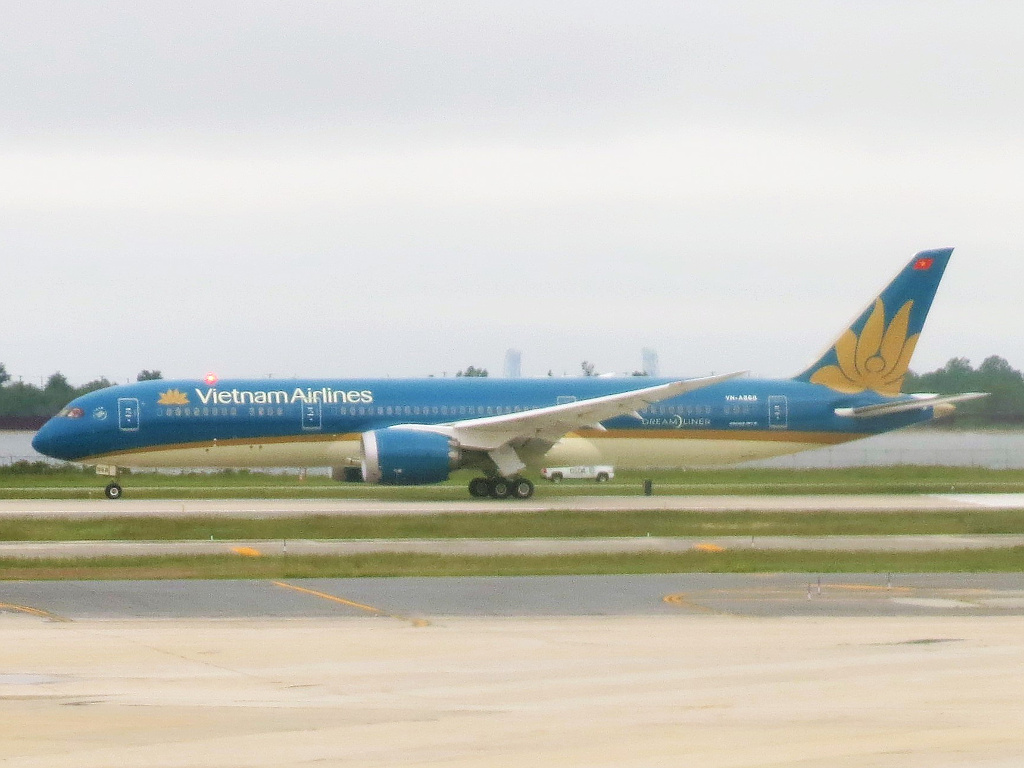
Các chuyến bay chuyên cơ phụ trách vận chuyển Chủ tịch nước thường được phụ trách bởi Hãng hàng không Quốc gia Việt Nam. Trong ảnh, chiếc Boeing 787-9 Dreamliner với số đăng bạ VN-A868 và số hiệu chuyến bay VN1 phục vụ nguyên Chủ tịch nước Nguyễn Xuân Phúc tại Sân bay quốc tế John F. Kennedy. Đây cũng là chiếc máy bay và số hiệu máy bay thường được dùng để thực hiện các chuyến bay phục vụ các lãnh đạo của Đảng và Nhà nước Việt Nam.

- Khi sử dụng phương tiện đi lại bằng ô tô phục vụ công tác trong nước được miễn phí giao thông đường bộ, được ưu tiên bảo đảm thông suốt an toàn, được bố trí xe Cảnh sát dẫn đường.
- Khi đi công tác trong nước, ngoài nước bằng tàu hỏa được bố trí toa riêng, đi bằng tàu bay được sử dụng chuyên khoang hoặc chuyên cơ riêng; khi đi bằng tàu thủy được sử dụng tàu, thuyền riêng[27]

### Sau khi hết nhiệm kỳ
Theo Điều 11 khoản 1 của Luật Cảnh vệ được áp dụng các biện pháp, chế độ cảnh vệ đối với Nguyên Chủ tịch nước sau đây:
- Bảo vệ tiếp cận;
- Canh gác thường xuyên tại nơi ở.[28]

## Lịch sử
Chế định Chủ tịch nước xuất hiện lần đầu từ bản Hiến pháp năm 1946 của nước Việt Nam dân chủ cộng hòa - bản Hiến pháp đầu tiên của nước Việt Nam hiện đại. Điều thứ 44 và 45, Chương IV: Chính phủ Hiến pháp năm 1946 quy định: "Chính phủ gồm có Chủ tịch nước Việt Nam dân chủ cộng hòa, Phó chủ tịch và Nội các", Chủ tịch nước được "chọn trong Nghị viện nhân dân và phải được hai phần ba tổng số nghị viên bỏ phiếu thuận. Nếu bỏ phiếu lần đầu mà không đủ số phiếu ấy, thì lần thứ nhì sẽ theo đa số tương đối. Chủ tịch nước Việt Nam được bầu trong thời hạn 5 năm và có thể được bầu lại."
Chủ tịch Hồ Chí Minh đã ứng dụng linh hoạt thiết chế Chủ tịch nước với bối cảnh đất nước thời điểm đó bằng việc đặt chức vụ Chủ tịch nước đồng thời đứng đầu ngành hành pháp, nhiệm kỳ tách biệt với nhiệm kỳ Nghị viện nhân dân (nhiệm kỳ của Nghị viện nhân dân là 3 năm) và không phải chịu một trách nhiệm nào, trừ khi phạm tội phản quốc (Điều thứ 50) nhằm tránh việc các quyết định quan trọng của đất nước bị ảnh hưởng bởi phía Việt Quốc, Việt Cách trong Nghị viện nhân dân. Điểm đặc biệt này khiến cho chế định Chủ tịch nước trong bản Hiến pháp năm 1946 rất giống với chính thể Cộng hòa Bán-Tổng thống.
Điều thứ 49 Hiến pháp năm 1946 quy định quyền hạn của Chủ tịch nước Việt Nam dân chủ cộng hòa: 
"a) Thay mặt cho nước. 
b) Giữ quyền Tổng chỉ huy quân đội toàn quốc, chỉ định hoặc cách chức các tướng soái trong lục quân, hải quân, không quân. 
c) Ký sắc lệnh bổ nhiệm Thủ tướng, nhân viên Nội các và nhân viên cao cấp thuộc các cơ quan Chính phủ. 
d) Chủ tọa Hội đồng Chính phủ. 
đ) Ban bố các đạo luật đã được Nghị viện quyết nghị. 
e) Thưởng huy chương và các bằng cấp danh dự. 
g) Đặc xá. 
h) Ký hiệp ước với các nước. 
i) Phái đại biểu Việt Nam đến nước ngoài và tiếp nhận đại biểu ngoại giao của các nước. 
k) Tuyên chiến hay đình chiến theo như Điều 38 đã định."
Ở Hiến pháp năm 1959, chức vụ Chủ tịch nước trở về khá giống với chế định ở hiện tại, khi Chủ tịch nước do Quốc hội bầu ra, nhiệm kỳ theo nhiệm kỳ của Quốc hội, và không còn đứng đầu ngành hành pháp mà chỉ còn là "người thay mặt cho nước Việt Nam dân chủ cộng hòa về mặt đối nội và đối ngoại" (Điều 61). Đặc biệt, Điều 62 quy định "mọi công dân nước Việt Nam dân chủ cộng hòa từ ba mươi lăm tuổi trở lên có quyền ứng cử Chủ tịch nước" mà không nhất thiết phải là đại biểu Quốc hội.
Điều 63 quy định quyền hạn của Chủ tịch nước: "Căn cứ vào quyết định của Quốc hội hoặc của Ủy ban thường vụ Quốc hội mà công bố pháp luật, pháp lệnh; bổ nhiệm, bãi miễn Thủ tướng, Phó Thủ tướng và các thành viên khác của Hội đồng Chính phủ; bổ nhiệm, bãi miễn Phó Chủ tịch và các thành viên khác của Hội đồng quốc phòng; công bố lệnh đại xá và lệnh đặc xá; tặng thưởng huân chương và danh hiệu vinh dự của Nhà nước; tuyên bố tình trạng chiến tranh; công bố lệnh tổng động viên hoặc động viên cục bộ, công bố lệnh giới nghiêm."
Từ 4 tháng 7 năm 1981 - 22 tháng 9 năm 1992 theo Hiến pháp năm 1980, chế định Chủ tịch nước được thay bằng chế định Hội đồng Nhà nước - là "chủ tịch tập thể" của đất nước - bằng việc "sáp nhập" chức năng của Ủy ban thường vụ Quốc hội và chức năng của Chủ tịch nước.
Từ Quốc hội khóa IX năm 1992 theo Hiến pháp 1992, chế định Chủ tịch nước được trở lại như cũ cho tới nay, với các quyền hạn chế và chủ yếu mang tính lễ nghi. Tuy nhiên, sau lần sửa đổi Hiến pháp năm 2012 để ra bản Hiến pháp 2013, Chủ tịch nước đã được tăng thêm nhiều thực quyền hơn.

## Mối quan hệ với Đảng Cộng sản Việt Nam
Để đáp ứng khả năng lãnh đạo cấp cao trong tổ chức Đảng, không bị chồng chéo quyền lực về mặt Đảng, cho tới nay, các vị Chủ tịch nước thường phải là Ủy viên Bộ Chính trị Ban Chấp hành Trung ương Đảng trong số các đại biểu Quốc hội. Chủ tịch nước cũng thường đồng thời là Ủy viên Thường vụ của Đảng ủy Công an Trung ương và Quân ủy Trung ương. Bên cạnh đó, Chủ tịch nước cũng giữ chức vụ Trưởng Ban Chỉ đạo cải cách Tư pháp Trung ương Đảng Cộng sản Việt Nam.
Các ứng viên Chủ tịch nước này phải đạt các tiêu chuẩn như tốt nghiệp Đại học trở lên, lý luận chính trị cử nhân hoặc cao cấp; quản lý nhà nước ngạch chuyên viên cao cấp; ngoại ngữ cử nhân hoặc trình độ B trở lên; tuyệt đối trung thành với lợi ích của Đảng Cộng sản Việt Nam, kiên định chủ nghĩa Mác - Lênin, tư tưởng Hồ Chí Minh, đã kinh qua và hoàn thành xuất sắc nhiệm vụ ở các chức vụ lãnh đạo chủ chốt cấp tỉnh (bí thư tỉnh ủy, thành ủy; chủ tịch hội đồng nhân dân, chủ tịch ủy ban nhân dân tỉnh, thành phố) hoặc trưởng ban các ban, bộ, ngành, Mặt trận Tổ quốc Việt Nam, tổ chức chính trị - xã hội ở Trung ương; từng chủ trì cấp Quân khu nếu công tác trong Quân đội nhân dân Việt Nam.

### Tiêu chuẩn Chủ tịch nước
Theo Quy định số 90-QĐ/TW ngày 4 tháng 8 năm 2017 của Ban Chấp hành Trung ương Đảng Cộng sản Việt Nam , Chủ tịch nước phải là người:
Bảo đảm đầy đủ các tiêu chuẩn chung của Ủy viên Bộ Chính trị, Ban Bí thư, đồng thời cần có các phẩm chất, năng lực: Có uy tín cao, là hạt nhân đoàn kết trong Trung ương, Bộ Chính trị và trong toàn Đảng. Có năng lực nổi trội, toàn diện trên các mặt công tác, nhất là lĩnh vực đối nội, đối ngoại, an ninh, quốc phòng; hiểu biết sâu, rộng về công tác tư pháp. Là trung tâm đoàn kết các lực lượng xã hội và các cộng đồng dân tộc trong, ngoài nước. Quyết liệt trong lãnh đạo, điều hành theo chức năng, nhiệm vụ, quyền hạn được phân công. Đã kinh qua và hoàn thành xuất sắc nhiệm vụ ở chức danh bí thư tỉnh ủy hoặc trưởng ban, bộ, ngành Trung ương, tham gia Bộ Chính trị trọn một nhiệm kỳ trở lên (trường hợp đặc biệt do Ban Chấp hành Trung ương quyết định như ông Trần Đức Lương vào năm 1997).

#### Tiêu chuẩn của Ủy viên Bộ Chính trị, Ban Bí thư
Bảo đảm đầy đủ các tiêu chuẩn của Ủy viên Ban Chấp hành Trung ương, đồng thời cần có thêm các tiêu chuẩn: Thật sự tiêu biểu, mẫu mực của Ban Chấp hành Trung ương về bản lĩnh chính trị, phẩm chất đạo đức, trí tuệ, ý chí chiến đấu, năng lực lãnh đạo, quản lý, ý thức tổ chức kỷ luật; không bị chi phối bởi sự can thiệp, sức ép bên ngoài và lợi ích nhóm. Hiểu biết sâu rộng tình hình đất nước, khu vực và thế giới; nhạy cảm về chính trị, nhạy bén về kinh tế, am hiểu sâu sắc về xã hội. Có ý thức, trách nhiệm cao, tham gia đóng góp, hoạch định đường lối, chính sách và phát hiện, đề xuất những vấn đề thực tiễn đặt ra để Ban Chấp hành Trung ương, Bộ Chính trị, Ban Bí thư thảo luận, quyết định. Đã tham gia Ban Chấp hành Trung ương trọn một nhiệm kỳ trở lên; đã kinh qua và hoàn thành xuất sắc nhiệm vụ ở các chức vụ lãnh đạo chủ chốt cấp tỉnh (bí thư tỉnh ủy; chủ tịch hội đồng nhân dân, chủ tịch ủy ban nhân dân) hoặc trưởng ban các ban, bộ, ngành, Mặt trận Tổ quốc, tổ chức chính trị - xã hội ở Trung ương. Trường hợp Ủy viên Bộ Chính trị, Ban Bí thư công tác trong Quân đội thì phải kinh qua chủ trì cấp Quân khu.

#### Tiêu chuẩn của Ủy viên Ban Chấp hành Trung ương
Bảo đảm đầy đủ các tiêu chuẩn chung, đồng thời cần có thêm các tiêu chuẩn:
Tiêu biểu của Đảng về bản lĩnh chính trị, phẩm chất đạo đức và năng lực công tác. Có ý thức, trách nhiệm, kiến thức toàn diện để tham gia thảo luận, đóng góp, hoạch định đường lối, chính sách và sự lãnh đạo tập thể của Ban Chấp hành Trung ương. Có năng lực tổ chức thực hiện thắng lợi đường lối, chính sách, nhiệm vụ của Đảng, chiến lược phát triển đất nước trong giai đoạn mới ở lĩnh vực, địa bàn công tác được phân công. Có năng lực dự báo, xử lý, ứng phó kịp thời, hiệu quả những tình huống đột xuất, bất ngờ và khả năng làm việc độc lập. Có tố chất, năng lực lãnh đạo, quản lý cấp chiến lược; có hoài bão, khát vọng đổi mới vì dân, vì nước. Đã kinh qua và hoàn thành xuất sắc nhiệm vụ ở các chức danh lãnh đạo chủ chốt cấp dưới trực tiếp và tương đương...

#### Tiêu chuẩn chung
- Về chính trị tư tưởng: Tuyệt đối trung thành với lợi ích của quốc gia - dân tộc, của Đảng và nhân dân; cố gắng hết khả năng của mình bảo vệ toàn vẹn lãnh thổ; kiên định chủ nghĩa Mác - Lê nin, tư tưởng Hồ Chí Minh, mục tiêu lý tưởng về độc lập dân tộc và chủ nghĩa xã hội. Có lập trường, quan điểm, bản lĩnh chính trị vững vàng để bảo vệ Cương lĩnh, đường lối của Đảng, Hiến pháp và pháp luật của Nhà nước và phản bác những luận điệu xuyên tạc của các thế lực thù địch, tổ chức phản động, phần tử cơ hội và bất mãn chính trị. Có tinh thần yêu nước nồng nàn, sâu sắc; luôn đặt lợi ích của Đảng, quốc gia - dân tộc, nhân dân trên lợi ích của ngành, địa phương, cơ quan và cá nhân; sẵn sàng hy sinh vì sự nghiệp cách mạng của Đảng, vì độc lập, tự do của Tổ quốc, vì hạnh phúc của nhân dân. Tuyệt đối chấp hành sự phân công của tổ chức, yên tâm công tác. Giữ nghiêm kỷ luật phát ngôn theo đúng nguyên tắc, quy định của Đảng.
- Về đạo đức, lối sống: Mẫu mực về phẩm chất đạo đức; sống trung thực, khiêm tốn, chân thành, trong sáng, giản dị, bao dung; cần, kiệm, liêm chính, chí công vô tư. Tuyệt đối không tham vọng quyền lực, có nhiệt huyết và trách nhiệm cao với công việc; là trung tâm đoàn kết, gương mẫu về mọi mặt. Không tham nhũng, cơ hội, vụ lợi và kiên quyết đấu tranh ngăn chặn, đẩy lùi sự suy thoái về tư tưởng chính trị, đạo đức, lối sống, những biểu hiện "tự diễn biến", "tự chuyển hóa" trong nội bộ; chỉ đạo quyết liệt chống tệ quan liêu, tham nhũng, tiêu cực, lãng phí, cửa quyền và lợi ích nhóm; tuyệt đối không để người thân, người quen lợi dụng chức vụ, quyền hạn của mình để trục lợi. Thực hiện nghiêm các nguyên tắc tổ chức, kỷ luật của Đảng, nhất là nguyên tắc tập trung dân chủ, tự phê bình và phê bình; công khai, minh bạch, khách quan, dân chủ trong công tác cán bộ.
- Về trình độ: Tốt nghiệp đại học trở lên; lý luận chính trị cử nhân hoặc cao cấp; quản lý nhà nước ngạch chuyên viên cao cấp; ngoại ngữ cử nhân hoặc trình độ B trở lên; trình độ tin học phù hợp.
- Về năng lực và uy tín: Có tư duy đổi mới, tầm nhìn chiến lược; phương pháp làm việc khoa học; nhạy bén chính trị; có năng lực cụ thể hóa và lãnh đạo, chỉ đạo, tổ chức thực hiện có hiệu quả các chủ trương, đường lối của Đảng, chính sách, pháp luật của Nhà nước; có năng lực tổng kết thực tiễn, phát triển lý luận; có khả năng phân tích và dự báo tốt. Nắm chắc tình hình chung và hiểu biết sâu sắc về lĩnh vực, địa bàn, địa phương, cơ quan, đơn vị được phân công. Kịp thời phát hiện những mâu thuẫn, thách thức, thời cơ, vận hội, vấn đề mới, vấn đề khó, hạn chế, yếu kém trong thực tiễn; chủ động đề xuất những nhiệm vụ giải pháp có tính khả thi và hiệu quả. Năng động, sáng tạo, cần cù, chịu khó, dám nghĩ, dám làm, dám chịu trách nhiệm; có quyết tâm chính trị cao, dám đương đầu với khó khăn, thách thức; nói đi đôi với làm; gắn bó mật thiết với nhân dân và vì nhân dân phục vụ. Là hạt nhân quy tụ và phát huy sức mạnh tổng hợp của hệ thống chính trị; được cán bộ, đảng viên, quần chúng nhân dân tin tưởng, tín nhiệm cao.
- Sức khỏe, độ tuổi và kinh nghiệm; Đủ sức khỏe để thực hiện nhiệm vụ; bảo đảm tuổi bổ nhiệm (theo quy định của Đảng, độ tuổi trước khi bổ nhiệm không quá 65 tuổi), giới thiệu ứng cử theo quy định của Đảng. Đã kinh qua và hoàn thành tốt chức trách, nhiệm vụ của chức danh lãnh đạo, quản lý chủ chốt cấp dưới trực tiếp; có nhiều kinh nghiệm thực tiễn.

### Sự lãnh đạo của Bộ Chính trị đối với Chủ tịch nước
Nếu Chủ tịch nước là ủy viên Bộ chính trị thì phải chịu sự quản lí của Bộ Chính trị Ban Chấp hành Trung ương Đảng Cộng sản Việt Nam. Theo "quy định (bổ sung) về quan hệ lãnh đạo, chỉ đạo của Bộ Chính trị Ban Chấp hành Trung ương Đảng Cộng sản Việt Nam, Ban Bí thư Ban Chấp hành Trung ương Đảng Cộng sản Việt Nam với Chủ tịch nước và một số tổ chức Đảng trực thuộc ở trung ương" số 216-QĐ/TW ngày 01 tháng 4 năm 2009 của Bộ Chính trị  có quy định:
"Những vấn đề thuộc thẩm quyền của Bộ Chính trị Ban Chấp hành Trung ương Đảng Cộng sản Việt Nam, Chủ tịch nước đề xuất hoặc trình.
1- Những vấn đề mà Hội đồng Quốc phòng và An ninh sẽ thảo luận và quyết định liên quan đến tăng cường tiềm lực quốc phòng, an ninh của đất nước.
2- Đề xuất những vấn đề thuộc thẩm quyền của Chủ tịch nước liên quan đến việc bổ nhiệm, miễn nhiệm, bãi nhiệm các chức danh Phó Chủ tịch nước, Thủ tướng Chính phủ.
3- Những vấn đề mà Chủ tịch nước thấy cần đề nghị Ủy ban Thường vụ Quốc hội xem xét lại trước khi công bố pháp lệnh, nghị quyết của Quốc hội.
4- Phát biểu của Chủ tịch nước với Quốc hội về những vấn đề quan trọng của đất nước để Quốc hội thảo luận và quyết định.
5- Những vấn đề khác Chủ tịch nước thấy cần thiết báo cáo Bộ Chính trị."

## Danh sách Chủ tịch nước Cộng hòa xã hội chủ nghĩa Việt Nam
| STT                                      | Chân dung                   | Họ tên (Sinh–Mất)               | Nhiệm kỳ                    | Nhiệm kỳ                    | Nhiệm kỳ                    | Đảng phái                   | Thuộc đoàn Đại biểu Quốc hội tỉnh, thành phố | Năm được bầu                | Ghi chú                                                                             |
| STT                                      | Chân dung                   | Họ tên (Sinh–Mất)               | Bắt đầu                     | Kết thúc                    | Thời gian tại nhiệm         | Đảng phái                   | Thuộc đoàn Đại biểu Quốc hội tỉnh, thành phố | Năm được bầu                | Ghi chú                                                                             |
| Chủ tịch nước (1976 – 1981)              | Chủ tịch nước (1976 – 1981) | Chủ tịch nước (1976 – 1981)     | Chủ tịch nước (1976 – 1981) | Chủ tịch nước (1976 – 1981) | Chủ tịch nước (1976 – 1981) | Chủ tịch nước (1976 – 1981) | Chủ tịch nước (1976 – 1981)                  | Chủ tịch nước (1976 – 1981) | Chủ tịch nước (1976 – 1981)                                                         |
| ---------------------------------------- | --------------------------- | ------------------------------- | --------------------------- | --------------------------- | --------------------------- | --------------------------- | -------------------------------------------- | --------------------------- | ----------------------------------------------------------------------------------- |
| 1                                        |                             | Tôn Đức Thắng (1888 – 1980)     | 2 tháng 7 năm 1976          | 30 tháng 3 năm 1980         | 3 năm, 272 ngày             | Đảng Cộng sản Việt Nam      | - Sài Gòn-Chợ Lớn - Thành phố Hà Nội         | Khóa 6 (1976)               | Mất khi tại chức                                                                    |
| —                                        |                             | Nguyễn Hữu Thọ (1910-1996)      | 30 tháng 3 năm 1980         | 4 tháng 7 năm 1981          | 1 năm, 96 ngày              | Đảng Cộng sản Việt Nam      | Thành phố Hồ Chí Minh                        | —                           | Quyền Chủ tịch nước sau khi Chủ tịch Tôn Đức Thắng qua đời                          |
| Chủ tịch Hội đồng Nhà nước (1981 – 1992) |                             |                                 |                             |                             |                             |                             |                                              |                             |                                                                                     |
| 2                                        |                             | Trường Chinh (1907 – 1988)      | 4 tháng 7 năm 1981          | 18 tháng 6 năm 1987         | 5 năm, 349 ngày             | Đảng Cộng sản Việt Nam      | Thành phố Hà Nội                             | Khóa 7 (1981)               |                                                                                     |
| 3                                        |                             | Võ Chí Công (1912 – 2011)       | 18 tháng 6 năm 1987         | 23 tháng 9 năm 1992         | 5 năm, 97 ngày              | Đảng Cộng sản Việt Nam      | Quảng Nam-Đà Nẵng                            | Khóa 8 (1987)               |                                                                                     |
| Chủ tịch nước (1992 – nay)               |                             |                                 |                             |                             |                             |                             |                                              |                             |                                                                                     |
| 4                                        |                             | Lê Đức Anh (1920 – 2019)        | 23 tháng 9 năm 1992         | 23 tháng 9 năm 1997         | 5 năm, 0 ngày               | Đảng Cộng sản Việt Nam      | Thừa Thiên - Huế                             | Khóa 9 (1992)               | Đại tướng quân đội đầu tiên giữ chức                                                |
| 5                                        |                             | Trần Đức Lương (1937 - 2025)    | 24 tháng 9 năm 1997         | 27 tháng 6 năm 2006         | 8 năm, 276 ngày             | Đảng Cộng sản Việt Nam      | - Quảng Ngãi - Thành phố Hải Phòng           | Khóa 10 (1997) 11 (2002)    | Từ chức                                                                             |
| 6                                        |                             | Nguyễn Minh Triết (Sinh 1942)   | 27 tháng 6 năm 2006         | 25 tháng 7 năm 2011         | 5 năm, 28 ngày              | Đảng Cộng sản Việt Nam      | Thành phố Hồ Chí Minh                        | Khóa 11 (2006) 12 (2007)    |                                                                                     |
| 7                                        |                             | Trương Tấn Sang (Sinh 1949)     | 25 tháng 7 năm 2011         | 2 tháng 4 năm 2016          | 4 năm, 252 ngày             | Đảng Cộng sản Việt Nam      | Thành phố Hồ Chí Minh                        | Khóa 13 (2011)              |                                                                                     |
| 8                                        |                             | Trần Đại Quang (1956 – 2018)    | 2 tháng 4 năm 2016          | 21 tháng 9 năm 2018         | 2 năm, 172 ngày             | Đảng Cộng sản Việt Nam      | Ninh Bình                                    | Khóa 14 (2016)              | - Mất khi tại chức - Đại tướng công an đầu tiên giữ chức                            |
| —                                        |                             | Đặng Thị Ngọc Thịnh (Sinh 1959) | 21 tháng 9 năm 2018         | 23 tháng 10 năm 2018        | 32 ngày                     | Đảng Cộng sản Việt Nam      | Vĩnh Long                                    | —                           | Người phụ nữ đầu tiên đảm nhiệm chức vụ Quyền Chủ tịch nước                         |
| 9                                        |                             | Nguyễn Phú Trọng (1944 - 2024)  | 23 tháng 10 năm 2018        | 5 tháng 4 năm 2021          | 2 năm, 164 ngày             | Đảng Cộng sản Việt Nam      | Thành phố Hà Nội                             | Khóa 14 (2018)              |                                                                                     |
| 10                                       |                             | Nguyễn Xuân Phúc (Sinh 1954)    | 5 tháng 4 năm 2021          | 18 tháng 1 năm 2023         | 1 năm, 288 ngày             | Đảng Cộng sản Việt Nam      | Thành phố Hồ Chí Minh                        | Khóa 15 (2021)              | Từ chức                                                                             |
| —                                        |                             | Võ Thị Ánh Xuân (Sinh 1970)     | 18 tháng 1 năm 2023         | 2 tháng 3 năm 2023          | 43 ngày                     | Đảng Cộng sản Việt Nam      | An Giang                                     | —                           | Người phụ nữ thứ hai đảm nhiệm chức vụ Quyền Chủ tịch nước                          |
| 11                                       |                             | Võ Văn Thưởng (sinh 1970)       | 2 tháng 3 năm 2023          | 20 tháng 3 năm 2024         | 1 năm, 18 ngày              | Đảng Cộng sản Việt Nam      | Thành phố Đà Nẵng                            | Khóa 15 (2023)              | - Từ chức - Trẻ nhất khi nhậm chức ở tuổi 52                                        |
| —                                        |                             | Võ Thị Ánh Xuân (Sinh 1970)     | 21 tháng 3 năm 2024         | 22 tháng 5 năm 2024         | 62 ngày                     | Đảng Cộng sản Việt Nam      | An Giang                                     | —                           | Người đầu tiên hai lần giữ chức vụ Quyền Chủ tịch nước                              |
| 12                                       |                             | Tô Lâm (Sinh 1957)              | 22 tháng 5 năm 2024         | 21 tháng 10 năm 2024        | 152 ngày                    | Đảng Cộng sản Việt Nam      | Hưng Yên                                     | Khóa 15 (2024)              | - Đại tướng công an thứ hai giữ chức - Chủ tịch nước có nhiệm kỳ ngắn nhất Việt Nam |
| 13                                       |                             | Lương Cường (Sinh 1957)         | 21 tháng 10 năm 2024        | đương nhiệm                 | 212 ngày                    | Đảng Cộng sản Việt Nam      | Thanh Hóa                                    | Khóa 15 (2024)              | Đại tướng quân đội thứ hai giữ chức                                                 |

- Dòng thời gian Chủ tịch nước Việt Nam:

## Các nguyên Chủ tịch nước còn sống
Hiện tại có 5 nguyên Chủ tịch nước còn sống. Nguyên chủ tịch nước còn sống cao tuổi nhất là Nguyễn Minh Triết và trẻ tuổi nhất là Võ Văn Thưởng. Người qua đời gần nhất là ông Trần Đức Lương vào ngày 20 tháng 5 năm 2025 ở tuổi 88. Các nguyên Chủ tịch nước dưới đây được xếp theo thứ tự nhiệm kỳ.

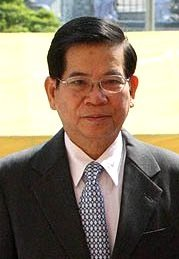
Nguyễn Minh Triết 2006–2011 8 tháng 10, 1942 (82 tuổi)
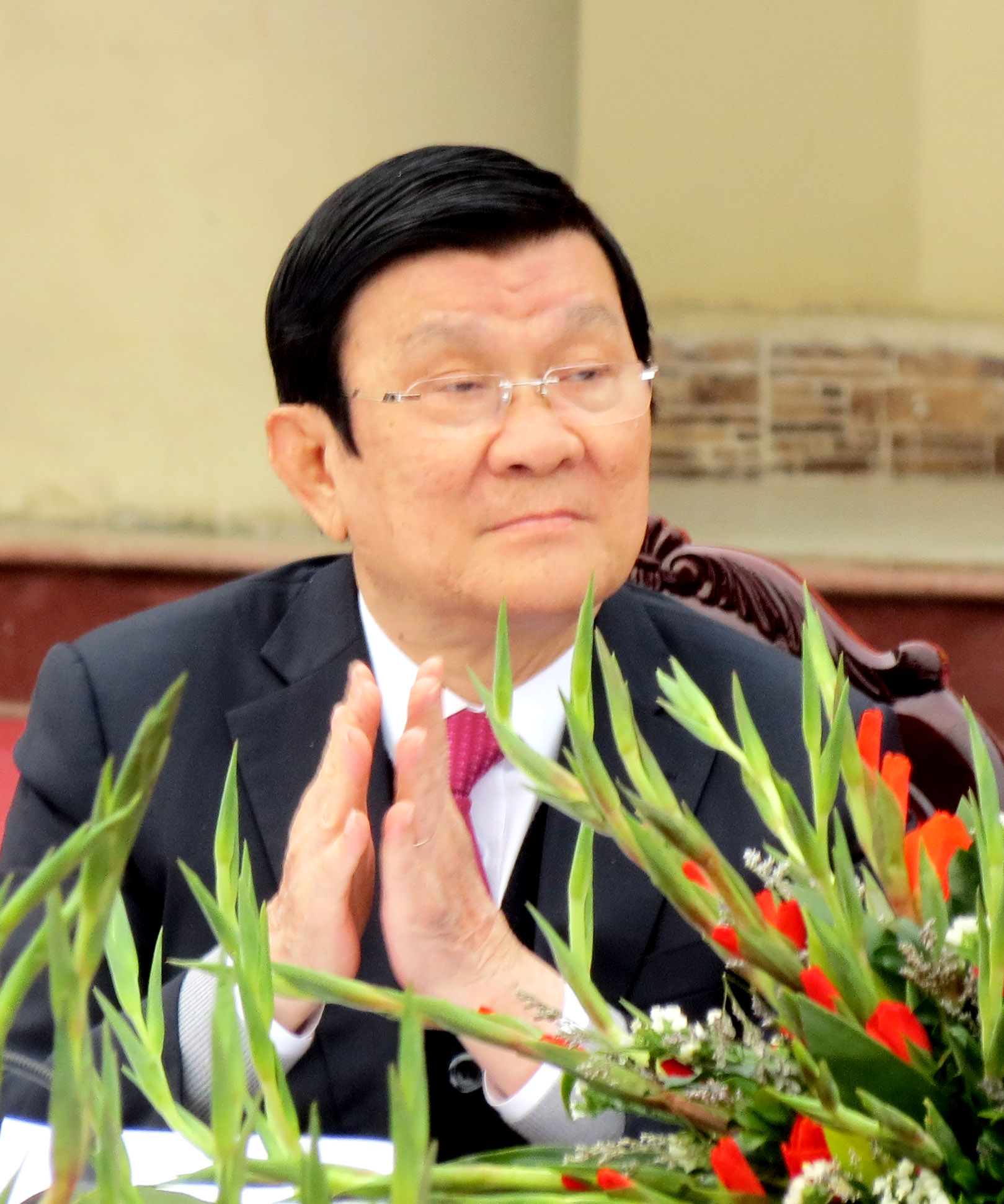
Trương Tấn Sang 2011–2016 21 tháng 1, 1949 (76 tuổi)
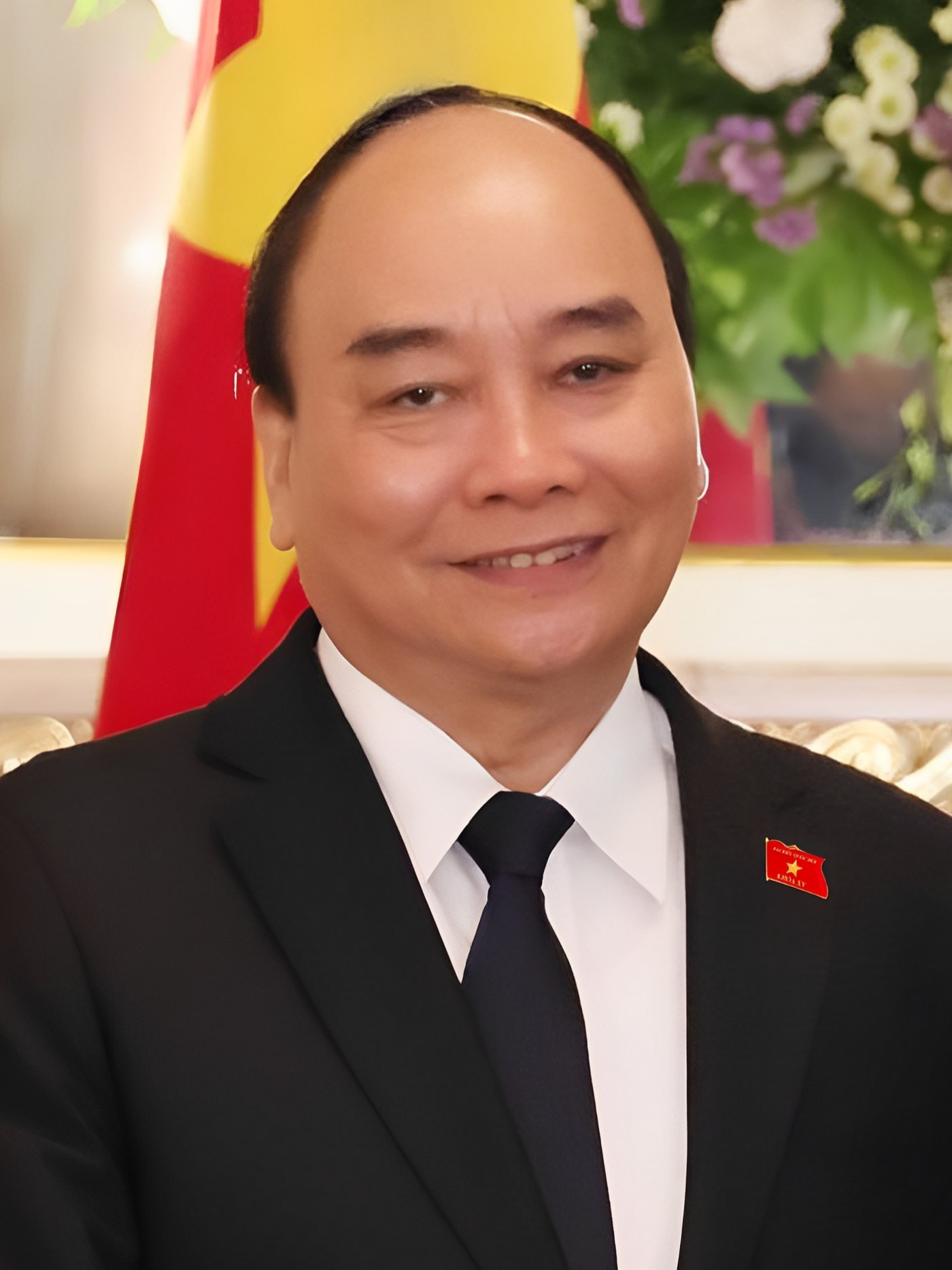
Nguyễn Xuân Phúc 2021–2023 20 tháng 7, 1954 (70 tuổi)
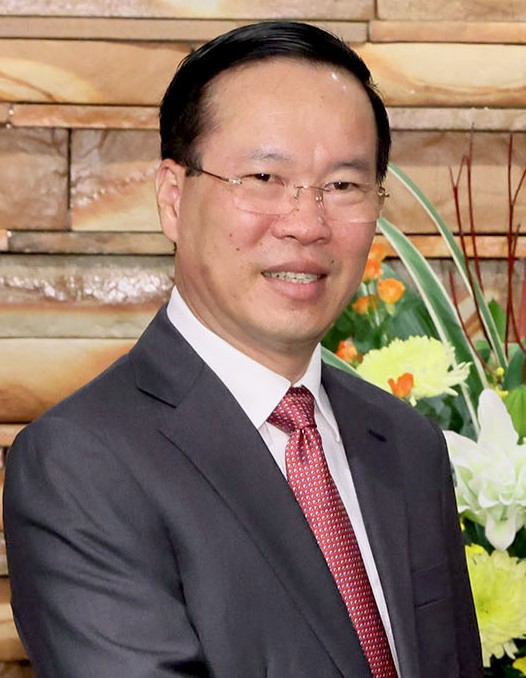
Võ Văn Thưởng 2023–2024 13 tháng 12, 1970 (54 tuổi)
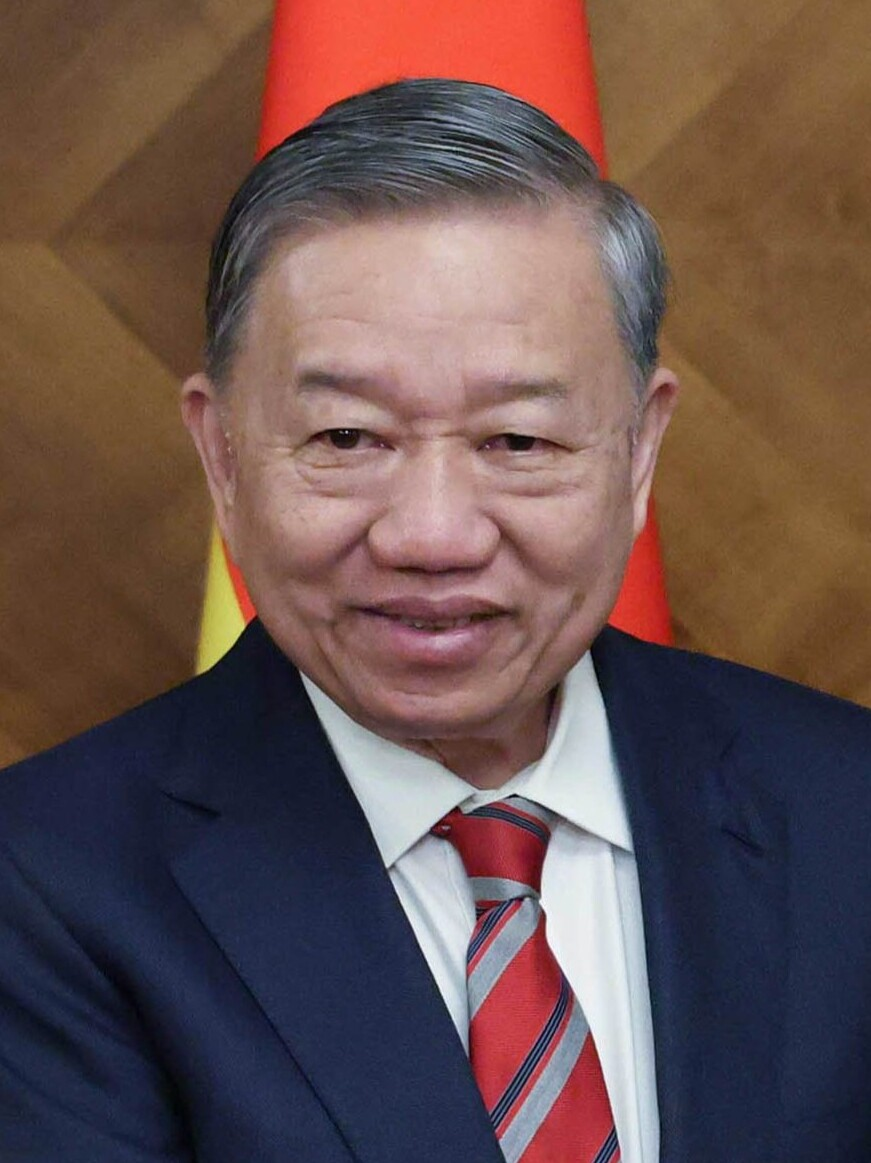
Tô Lâm 5/2024–10/2024 10 tháng 7, 1957 (67 tuổi)